# 28
28 (XXVIII) var ett skottår som började en torsdag i den julianska kalendern.

## Händelser

### Okänt datum
- Daru övertar tronen i kungariket Baekje på Koreanska halvön.

## Avlidna
- Onjo, kung av Baekje